# Plaça Unirii de Cluj-Napoca
La plaça Unirii de Cluj, antiga plaça del rei Maties (en hongarès: Mátyas Király tér) és el punt zero del municipi de Cluj-Napoca.

## Descripció

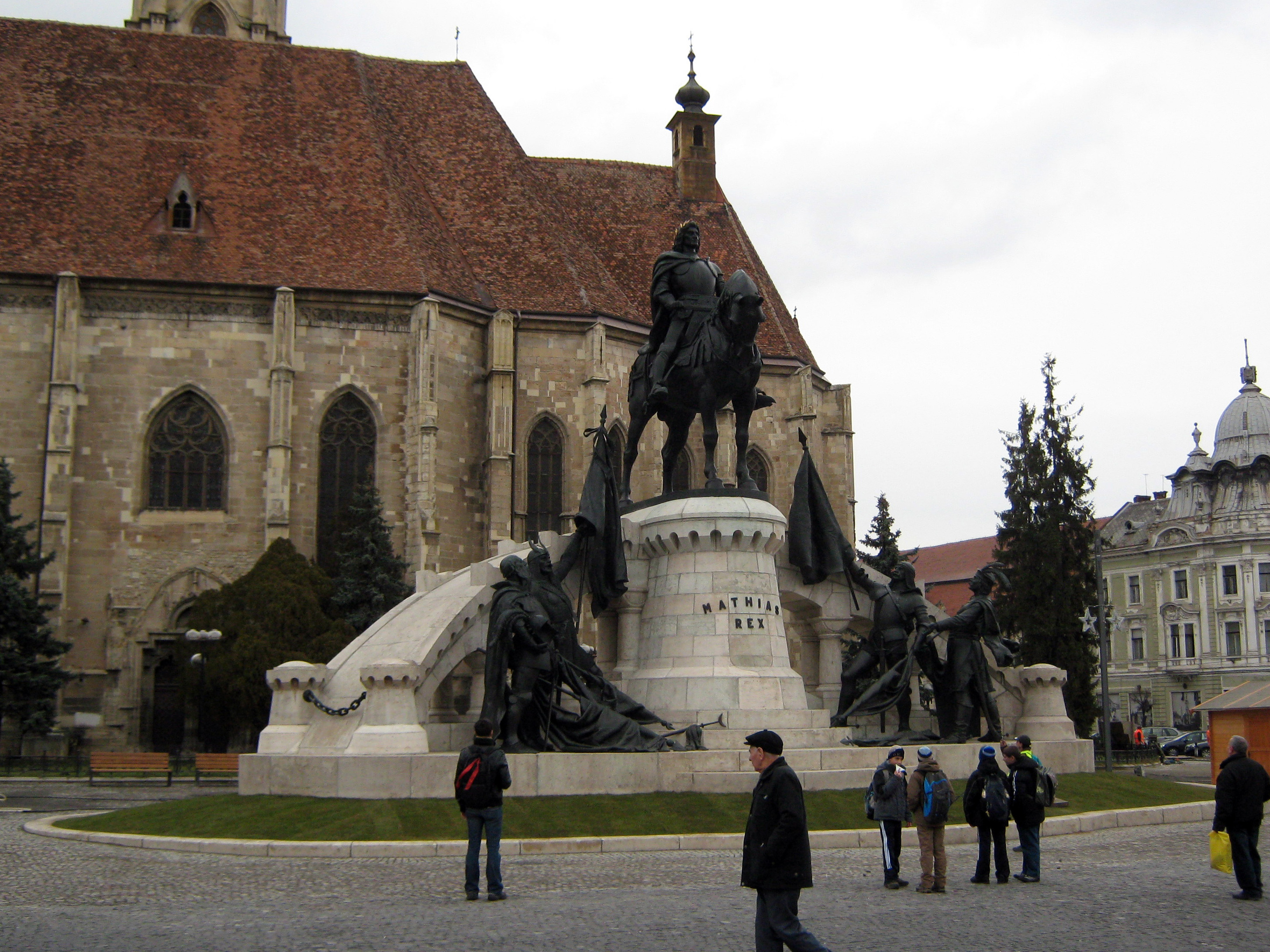
L'estàtua de Matia Corvinul al centre de la plaça

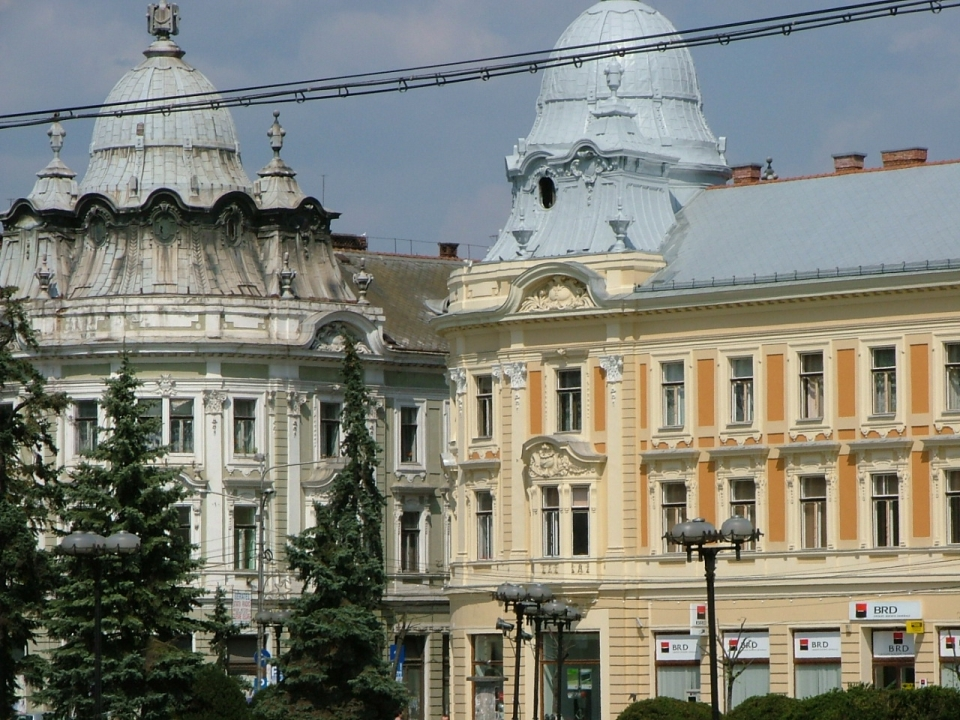
Els 2 edificis "bessons" del costat est

L'actual plaça Unirii (en català: Plaça de la Unió) era el nucli de la ciutat medieval de Cluj, agrupada al voltant de l'església de Sant Miquel. Les muralles de la fortalesa medieval delimiten el centre històric de la ciutat. La plaça és la més gran de les antigues places del centre i sud-est d'Europa (aproximadament 220 m per 160 m). Hi ha mercats més grans, però es van formar molt més tard.
Històricament, és la segona plaça de Cluj, després de Piața Mică (actual Piața Muzeului), a l'edat mitjana, rebent el nom de Piața Mare, per distingir-se de l'altra plaça, Piața Mică. A la darrera part del segle xix, el seu nom es va canviar per la plaça Major, nom que no va romandre durant molt de temps. A la primera part del segle xx, la plaça va rebre el nom de plaça del rei Maties (Mátyas Király tér), en honor de Matthias Corvinus. Després del 1980 la plaça es va dir Union Square, nom que encara porta. Entre 1952-1980 el seu nom es va canviar per plaça de la Llibertat. El col·loquial també s'anomena Gran Plaça o simplement Centre.
Al mig de la plaça hi ha l'església de Sant Miquel i l'estàtua de Matias Corvin. Els laterals de la plaça contenen diversos edificis famosos: així, a la part est, es troba el Palau Bánffy, que ara alberga el Museu d'Art i els 2 edificis construïts al mirall, dels quals parteix el carrer Iuliu Maniu. Al costat sud hi ha l'edifici de l'antiga alcaldessa i el del Banc Nacional. A l'angle sud-oest hi ha l'edifici Continental Hotel, erigit el 1894.
Després de la revolució, el mercat es va convertir en el principal punt financer i comercial de la ciutat. Entre les marques que van llogar espais a la Unirii Square hi ha Adidas, United Colors of Benetton, Reebok, Outwear, Steillmann. Al mateix temps, es van obrir sucursals de Banca Transilvania, Citibank, Alpha Bank, BRD i Bank Leumi.
El 29 de setembre de 2008 es van fer obres per tal de restaurar uns vestigis romans davant de l'estàtua de Matthias Corvinus. Representava la primera de les quatre fases de la restauració de la plaça. La plaça es troba en un procés de restauració i transformació en una zona de vianants, al costat nord del Boulevard dels Herois.

## Llocs turístics
- L'estàtua de Matthias Corvinus
- Església de Sant Miquel
- Casa de la parròquia catòlica romana de Sant Miquel
- Palau Bánffy
- Palau Jósika
- Palau Rhédey
- Palau Wass
- L'edifici de l'antic hotel de Nova York
- Església luterana evangèlica

## Galeria d'imatges

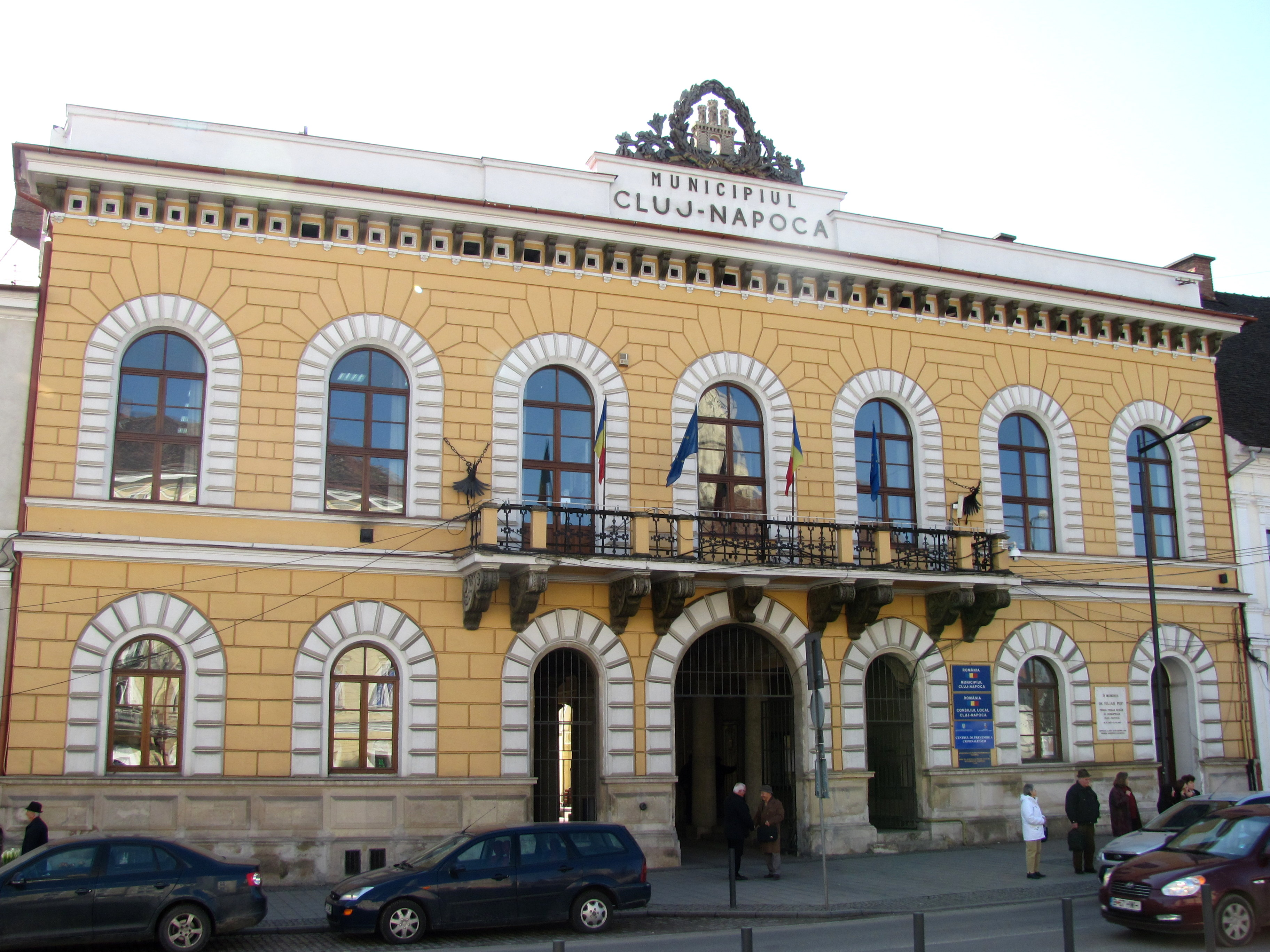
Ajuntament
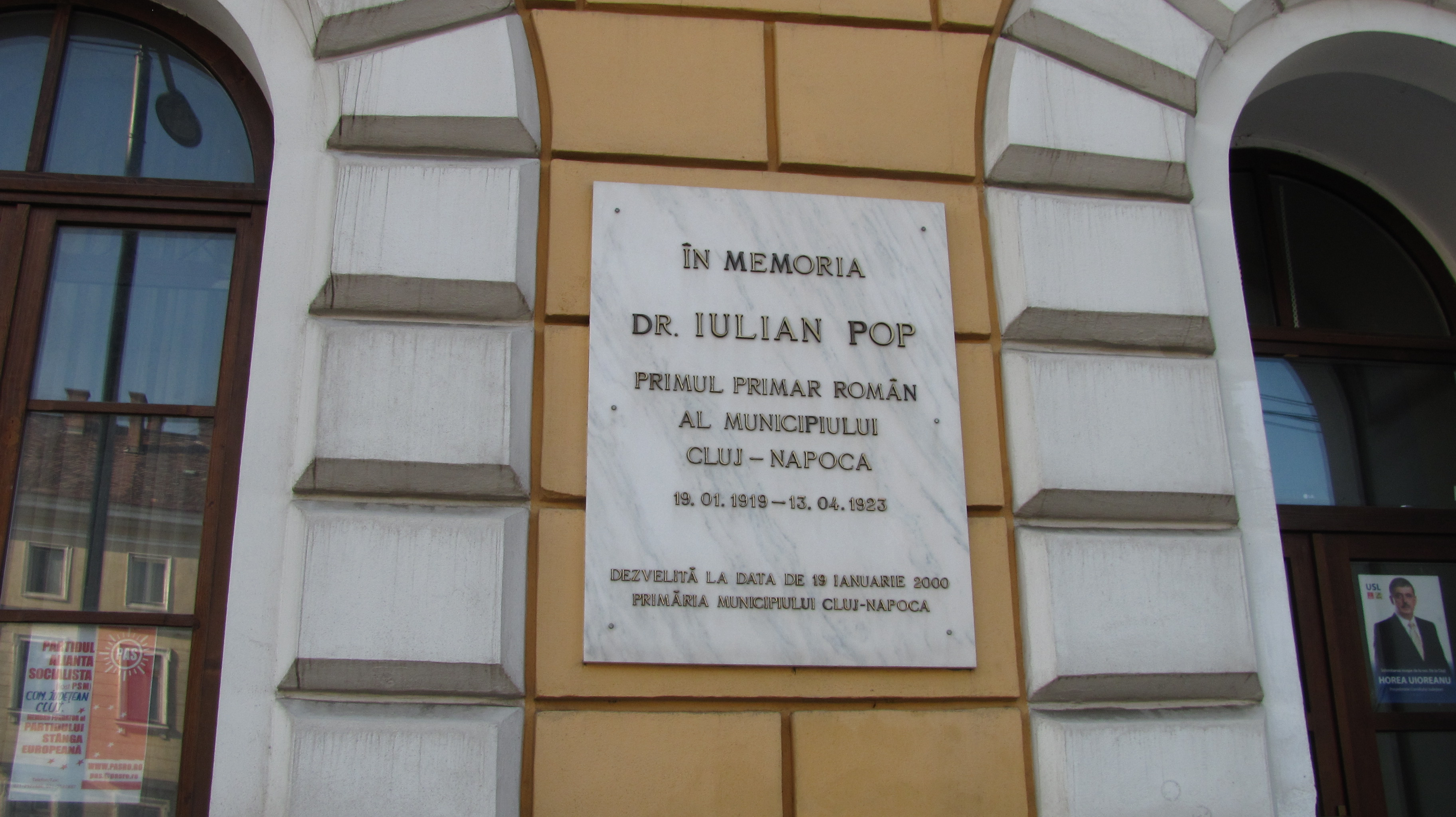
Placa commemorativa Dr. Iulian Pop (Edifici del Consell Local o Ajuntament)
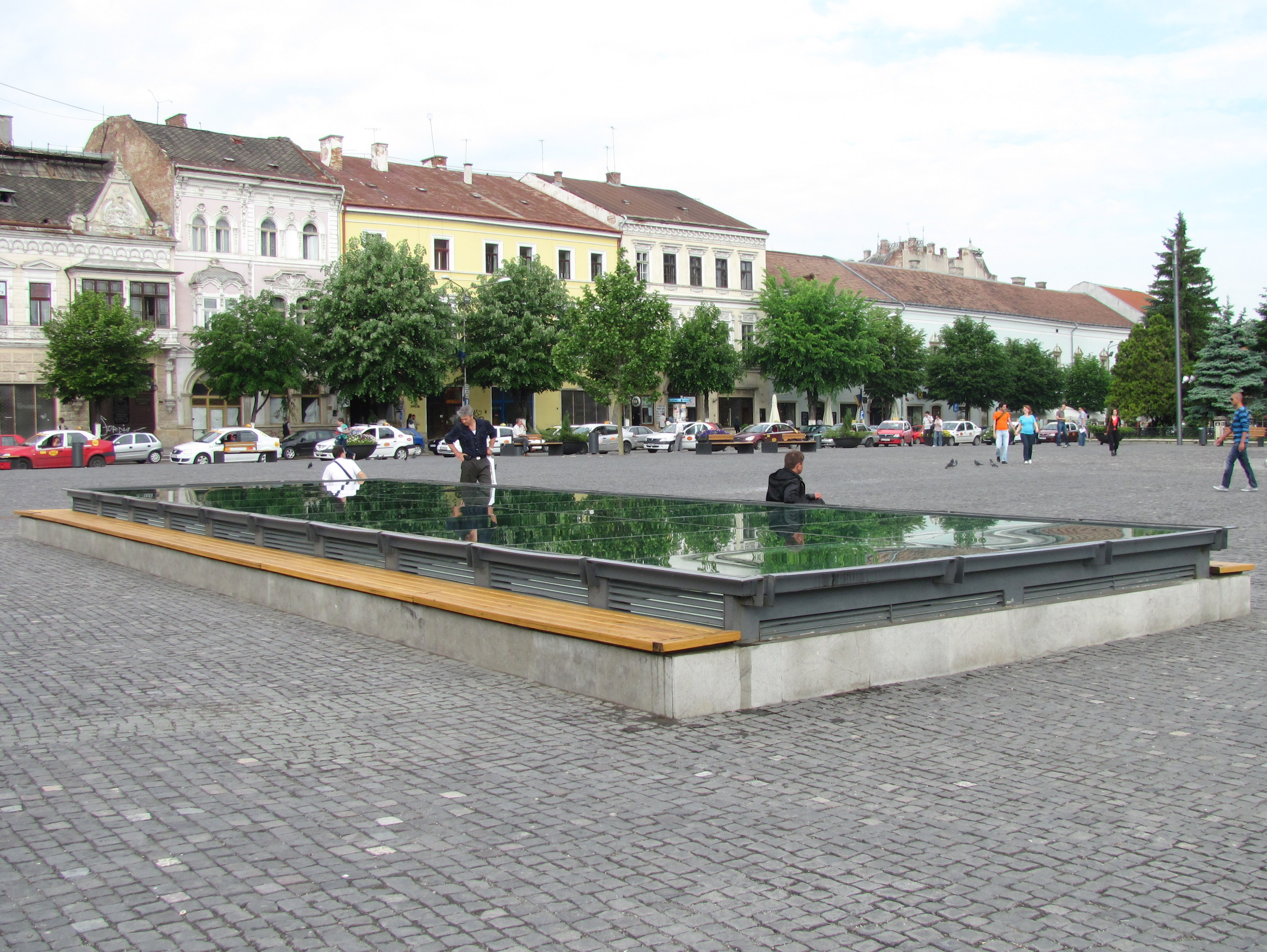
Jaciment Arqueològic Romà
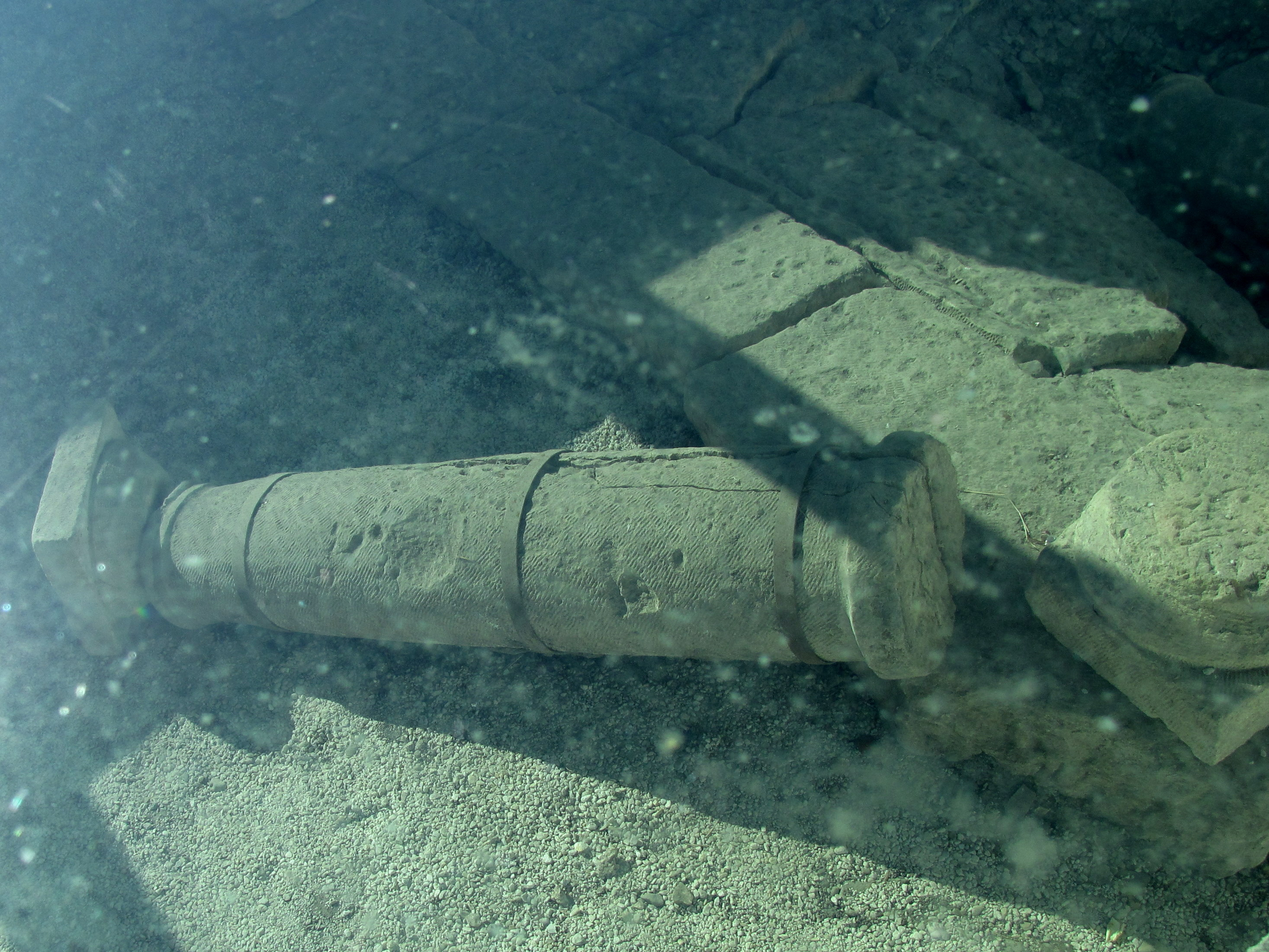
Jaciment Arqueològic Romà detall
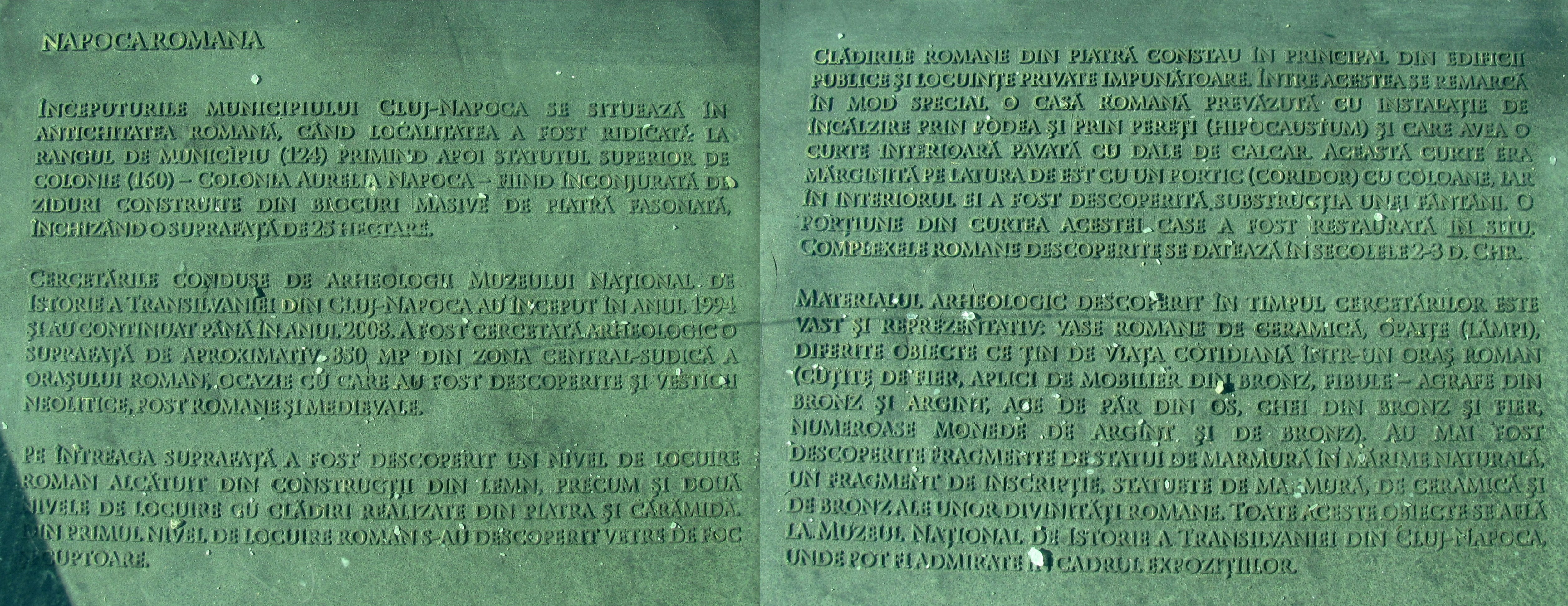
Inscripció del Jaciment Arqueològic Romà
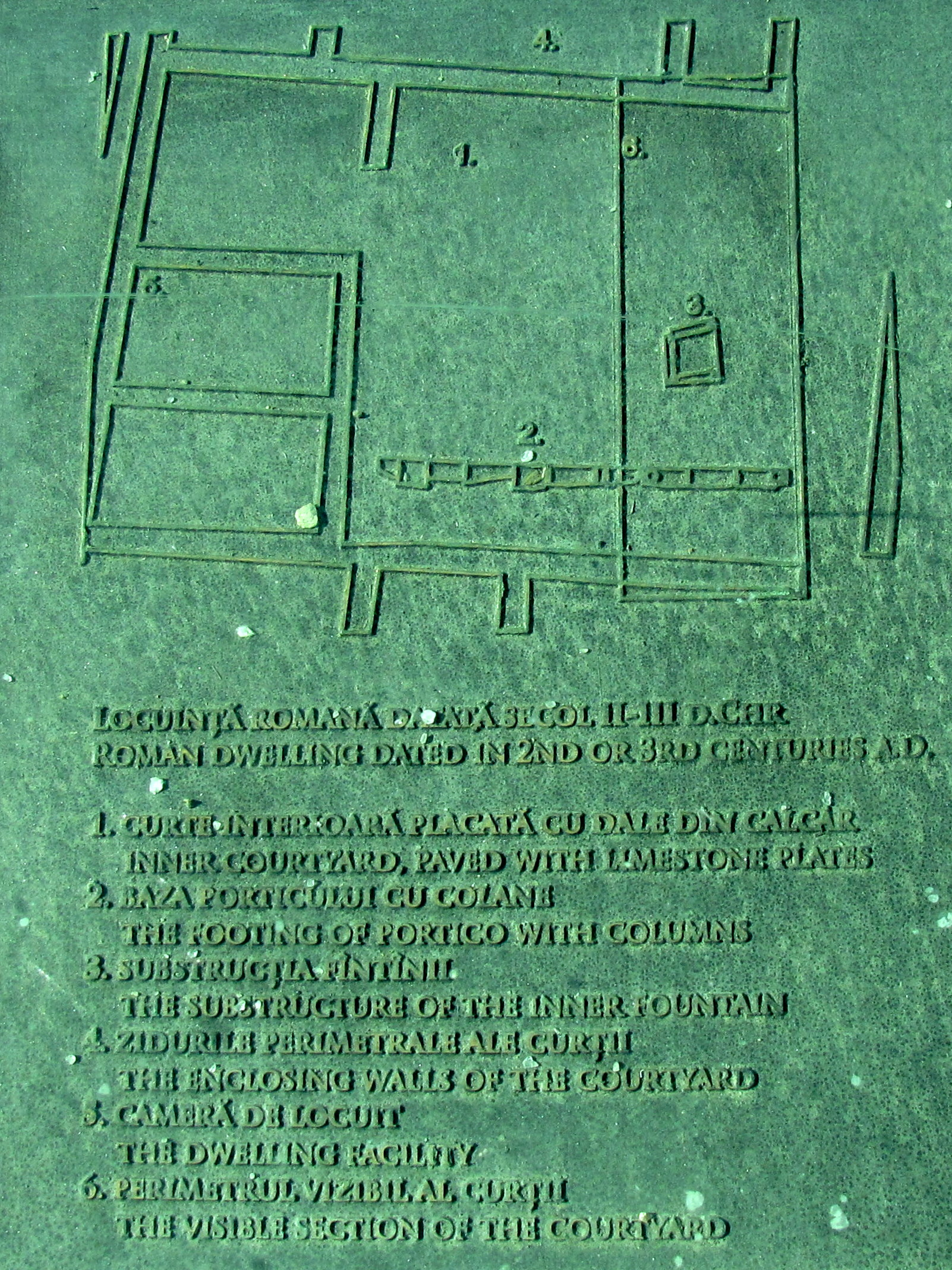
Inscripció del Jaciment Arqueològic Romà